# François Perrot (résistant)
Pour les articles homonymes, voir François Perrot et Perrot.
François Perrot, né le 29 novembre 1921 à Strasbourg et mort le 13 octobre 2016 à Paris, est un résistant français.

## Biographie
François Perrot grandit dans le culte des « grands anciens ». L'exode de juin 1940 le conduit dans le Lot où il entend l'appel du général de Gaulle. Il refuse la défaite et l'occupation.« Résistant de la première heure », il crée dès octobre 1940 un réseau clandestin au lycée de Gap. Il est arrêté une première fois à Marseille le 25 mars 1941.
De retour à Paris au lycée Henri IV, puis à Sciences Po, il participe activement à la résistance intérieure de février 1942 à mars 1943. Arrêté par la Gestapo, il est interné à Fresnes, à Compiègne puis déporté au camp de concentration de Buchenwald en septembre 1943, puis en avril 1945, à celui de Frissenbürg. François Perrot connaît les « Marches de la Mort », par lesquelles les Nazis tentèrent de déplacer les déportés pour échapper à l'avancée des Alliés. Il est libéré le 23 avril 1945 par l'armée américaine.
Après la guerre, il travaille par la suite au Commissariat à l'énergie atomique (CEA) où il est chargé des relations internationales dans le domaine de la recherche sur les applications pacifiques du nucléaire. Parallèlement, il s'investira au service de la commune de Vaucresson, tout d'abord comme conseiller municipal, puis comme maire-adjoint de 1983 à 2001.
François Perrot consacra une grande partie de sa vie à faire vivre la mémoire de ses compagnons de la Résistance et de la Déportation, à conserver les liens entre les survivants et à défendre leurs droits à la tête d'associations nationales et locales. Il donna une priorité de son action auprès des jeunes des établissements scolaires en y impliquant le corps professoral (concours de la Résistance, conférences, expositions, sorties pèlerinages).

## Voir Aussi